# Petite Rivière Noire SC
Petite Rivière Noire SC is een Mauritiaanse voetbalclub uit de stad Tamarin. Ze spelen in de hoogste voetbaldivisie van Mauritius, namelijk de Mauritian League. In 2007 kwalificeerden ze zich voor het eerst voor de CAF Confederation Cup, door de Beker van Mauritius te winnen. Ze kwamen echter niet verder dan de voorrondes. In 2014 herhaalden ze dit, maar ook dit keer kwamen ze niet verder dan de voorrondes. 

## Palmares
- Beker van Mauritius: 1

2007, 2014

### CAFcompetities
- CAF Confederation Cup : 2 deelnames

2008, 2015 - Voorrondes